# Nationale Orde van Vietnam
De Nationale Orde van Vietnam (Vietnamees: "Bao-Quôc Huâ-Chu'o'ng" werd op 15 augustus 1950 door keizer Bảo Đại ingesteld. Toen Vietnam in 1957 een republiek werd werd deze orde van verdienste, anders dan de oudere Orde van de Draak van Annam aangehouden.
Frankrijk was verwikkeld in een moeizaam proces van dekolonisatie en verloor rond 1950 zijn greep op Indo-China. Toch waren onder de eerste gedecoreerden veel Fransen.
De orde werd voor verdiensten voor Vietnam en het Vietnamese staatshoofd toegekend en had de in het internationale protocol gebruikelijke vijf graden.
- Grootkruis
- Grootofficier
- Commandeur
- Officier
- Ridder

De versierselen lijken op die van de Europese ridderorden. De Vietnamezen vermeden wel om een versiersel in de vorm van een kruis uit te reiken, in plaats daarvan heeft het versiersel vijf armen, net als het Franse Legioen van Eer. De meerderheid van de bevolking is immers boeddhist of animist. Het lint is rood met een brede gele bies.
Op het kleinood is een kleine groene draak aangebracht. De draak is in het Verre Oosten een gelukbrengend symbool. Het centrale medaillon is rood met gouden karakters. De wit geëmailleerde ring rond het centrale medaillon is met een geometrische rand van zwarte lijnen versierd. Men draagt het kleinood aan een rood lint met een brede gele bies.
De Grootkruisen in de Nationale Orde van Vietnam dragen het kleinood of grootkruis aan een over de rechterschouder gehangen vijf centimeter breed grootlint met een strik op de linkerheup. Op de linkerborst dragen zij de gedeeltelijk vergulde en geëmailleerde ster van de orde. Een Grootofficier droeg naar voorbeeld van het Legioen van Eer een kleinood aan lint met rozet op de linkerborst en de ster op de rechterborst. Het commandeurskruis werd aan een drie vingers breed lint om de hals gedragen. De Officier droeg op de linkerborst een kleinood aan een lint met een rozet. De Ridder droeg zijn kleinood vóór alle andere Vietnamese onderscheidingen op de linkerborst.
Tijdens de langdurige Vietnam-oorlog werd de Nationale Orde van Vietnam aan een aantal Amerikanen verleend. Het ging daarbij vooral om de militaire en politieke adviseurs van de Zuid-Vietnamese regering. De Nationale Orde van Vietnam werd ook postuum verleend.
Net als het Legioen van Eer was de Nationale Orde van Vietnam een onderscheiding met zowel een militair als een civiel karakter. Men kon voor dapperheid,  maar ook voor verdiensten in de orde worden opgenomen. Net als het Legioen van Eer werd de Nationale Orde van Vietnam steeds vóór alle andere orden en onderscheidingen gedragen.
In de statuten van de orde worden de volgende gronden voor het verlenen van de Nationale Orde van Vietnam opgesomd. "Grandioze arbeid, opmerkelijke verrichtingen, tentoongespreide dapperheid of hooggestemde deugden en uitzonderlijke kennis".
Na de Nationale Orde van Vietnam werd de Militaire Medaille van Verdienste gedragen.
| Batons van de Nationale Orde van Vietnam | Batons van de Nationale Orde van Vietnam | Batons van de Nationale Orde van Vietnam | Batons van de Nationale Orde van Vietnam | Batons van de Nationale Orde van Vietnam |
| ---------------------------------------- | ---------------------------------------- | ---------------------------------------- | ---------------------------------------- | ---------------------------------------- |
| Ridder                                   | Officier                                 | Commandeur                               | Grootofficier                            | Grootkruis                               |

## Decoranti
- Haile Selassie, Grootkruis
- Creighton Abrams, Grootkruis[1]